# إيمانويل كوتشا
إيمانويل كوتشا (مواليد سنة 1976) (بالإيطالية: Emanuele Coccia)‏ فيلسـوف إيطالي، ومُحاضر في مدرسة الدراسات العليا في العلوم الاجتماعية منذ عام 2011.

## مسيرته
حصل إيمانويل كوتشا على درجة الدكتوراه في فلسفة القرون الوسطى من جامعة ديلي ستودي دي فيرينزي، 1 درَّس بين عامي 2008 و2011 في جامعة فرايبورغ في ألمانيا. كان أستاذًا زائرًا في جامعة طوكيو عام 2009، وجامعة بوينس آيرس عام 2010، وجامعة دوسلدورفعام 2013 و2016. يقوم بالتدريس في الأكاديمية الإيطالية للدراسات العليا في جامعة كولومبيا في نيويورك.
نشر رُفقة الفيلسوف الإيطالي جورجيو أجامبين مختارات عن الملائكة في اليهودية والمسيحية والإسلام.